# Corbul (Star Trek: Voyager)
„Corbul” (titlu original: „The Raven”) este al 6-lea episod din al patrulea sezon al serialului TV american științifico-fantastic Star Trek: Voyager și al 74-lea în total. A avut premiera la 8 octombrie 1997 pe canalul UPN.
A fost regizat de actorul Levar Burton (Geordi în Generația următoare) și introduce câteva personaje din familia lui Seven of Nine, iar tânăra Seven of Nine este interpretată de Erica Bryan.

## Prezentare
Seven of Nine are halucinații regresive Borg în timp ce încearcă să devină mai umană.

## Actori ocazionali
- Richard J. Zobel, Jr. - Gauman
- Mickey Cottrell - Dumah
- David Anthony Marshall - Magnus Hansen
- Nikki Tyler - Erin Hansen
- Erica Lynne Bryan - Annika Hansen